# Moondog
Moondog, pseudonym för Louis Thomas Hardin, född 26 maj 1916 i Marysville i Kansas i USA, död 8 september 1999 i Münster i Tyskland, var en amerikansk kompositör.
Louis Thomas Hardin miste synen vid 16 års ålder genom en olyckshändelse under en lek med sprängämnen.
I över trettio år försörjde sig Moondog som tiggare i hörnet av 54:e gatan och 6:e Avenyn i New York. Med sitt långa skägg, som med tiden blev allt vitare, vikingahjälm och med ett spjut i handen blev han sedermera känd som vikingen på 6:e avenyn. Hans säregna musik komponerades direkt ute på trottoaren, mitt bland de förbipasserande människorna och gatubuller. Noterna stansades in på ett papper med hjälp av en reglett - skrivverktyget som blinda använder - väl dolt bakom ett lager av mantlar och skynken.
Flera LP-skivor har spelats in med Moondogs musik, bland annat på Prestige och CBS. Det mesta finns nu utgivet på CD.
Moondog kombinerar i sin musik influenser från Fjärran Östern med "klassiskt" västerländskt tonspråk med rötter i Bach och Brahms. Musiken präglas av en sällsynt stark sensibilitet för melodi och rytm. Ofta består kompositionerna av flerstämmiga kanon ("rounds") i udda taktarter såsom 5/4- och 7/4-dels takt. Hans musik har också minimalistiska drag utan att tillhöra kategorin "minimalism". Särskilt intresserade han sig för slagverk och saxofon.
Moondog har komponerat mängder av verk för piano, orgel och stråkar. Symfonier och större verk för saxofoner finns även representerade i hans gedigna produktion. Stora mängder av kompositioner ligger ännu "gömda" i blindskrift och väntar på att översättas.
Moondog konstruerade och uppfann även ett flertal musikinstrument som bland annat kan höras på de tidiga inspelningarna från 1950- och 1960-talet. Det instrument som ofta förekommer och ackompanjerar många verk för piano och rounds är slagverksinstrumentet "Trimba". Trimba är ett unikt slagverksinstrument tillverkat av trä. Trumman är konstruerad som ett triangulärt rör med trumskinn i ena änden. På utsidan av trumman sitter cymbaler fästade och som resonerar vid "kantslag", alltså när tonen slås an på kanten, (s.k. "rim shots") med en maracca eller en klave, som ofta användes som slagträ.
År 1974 bosatte sig Moondog i Tyskland. Sommaren 1981 tog museichefen Olov Isaksson och kanslichefen Kjell Elefalk honom till Stockholm och Historiska museet för två mytomspunna konserter i museets hörsal. Konserterna blev slutsålda och i publiken fann man flera kända svenska musiker och artister. Senare under 1980-talet spelade han även in en LP med Fläskkvartetten.